# Ichneumon hemimelanarius
Ichneumon hemimelanarius är en stekelart som beskrevs av Henry Lorenz Viereck 1906. Ichneumon hemimelanarius ingår i släktet Ichneumon och familjen brokparasitsteklar. Inga underarter finns listade i Catalogue of Life.